# Hagby kyrka, Uppland
Hagby kyrka är en kyrkobyggnad i Hagby i Uppsala kommun som hör till Hagby församling i Uppsala stift.

## Gamla kyrkan
Äldsta kyrkan på platsen uppfördes på medeltiden och hade en komplicerad byggnadshistoria. 1935 grävdes den gamla kyrkan ut i samband med en restaurering. Kyrkan visade sig vara byggd i romansk stil med smalare kor och absid. Under medeltiden byggdes den om i flera etapper. Koret förstorades två gånger och i söder tillkom ett vapenhus. Vid norra sidan fanns en sakristia. Kalkmålningar tillkom under slutet av 1400-talet. 1838 revs medeltidskyrkan för att lämna plats till nuvarande kyrkobyggnad.

## Nuvarande kyrka
Nuvarande kyrkobyggnad uppfördes 1838–1840 efter en ritning upprättad 1821 av Axel Almfelt, verksam vid Överintendentsämbetet i Stockholm. Ritningen följdes i stort sett, dock med vissa smärre förändringar. Bland annat ökades antalet fönsteröppningar på långhus och torn. Kyrkans exteriör har nyklassicistisk prägel. Även interiören har trots flera restaureringar bevarat sin ursprungliga karaktär.
Kyrkan består av ett rektangulärt långhus med ett rakt avslutat kor vid östra kortsidan, och en utbyggd sakristia öster om koret. Vid västra kortsidan finns ett kyrktorn med vapenhus och ingång. Tornet kröns av en huv med lanternin. Kyrkans väggar är putsade och genombryts av rundbågiga fönster. Långhuset täcks av ett sadeltak. Ingångar finns vid södra långsidan och tornets bottenvåning vid västra kortsidan.
Kyrksalens väggar och tak är vitkalkade och saknar dekor bortsett från en blonsterranka som löper under taklisten. Innertaket är försett med ett tunnvalv av trä.
En restaurering genomfördes 1935 under ledning av arkitekt Tor Engloo då den gamla kyrkan grävdes ut och undersöktes. 1984 genomfördes en restaurering då långhuset och sakristian belades med plåttak och elvärme installerades i kyrkbänkarna, altarringen och orgelstolen.

## Runsten
Vid gamla kyrkans trappa till vapenhuset fanns en runsten, Upplands runinskrifter 874, som antogs vara försvunnen eller förstörd i mitten av 1800-talet. Runstenen återupptäcktes välbevarad vid en grävning hösten 2016.. Efter undersökning och rengöring ställdes stenen upp vid södra sidan av nuvarande kyrkas kyrktorn, vilket ägde rum 24 maj 2017.

## Inventarier
- Dopfunten av kalksten härstammar från 1200-talets mitt och står vid korets södra vägg. På funtens cuppa ligger ett lock av ek från 1898.
- Predikstolen är samtida med kyrkan och finns vid norra väggen. Den har åttakantig korg och ljudtak.
- Ljuskronorna är från 1600-talet och 1700-talet.
- En stor kopia av Thorvaldsens Kristus är skulpterad av Carl Johan Dyfverman och står sedan 1884 på altaret.
- Orgeln är tillverkad 1843 av Pehr Gullbergsson och står på läktaren i väster som är uppburen av kolonner.
- En röd mässhake av sammet är från omkring 1700.
- I kyrktornet finns två kyrkklockor av medeltida ursprung. Storklockan göts om 1859 och lillklockan göts om 1895, båda av Bergholtz klockgjuteri i Stockholm.

## Bildgalleri

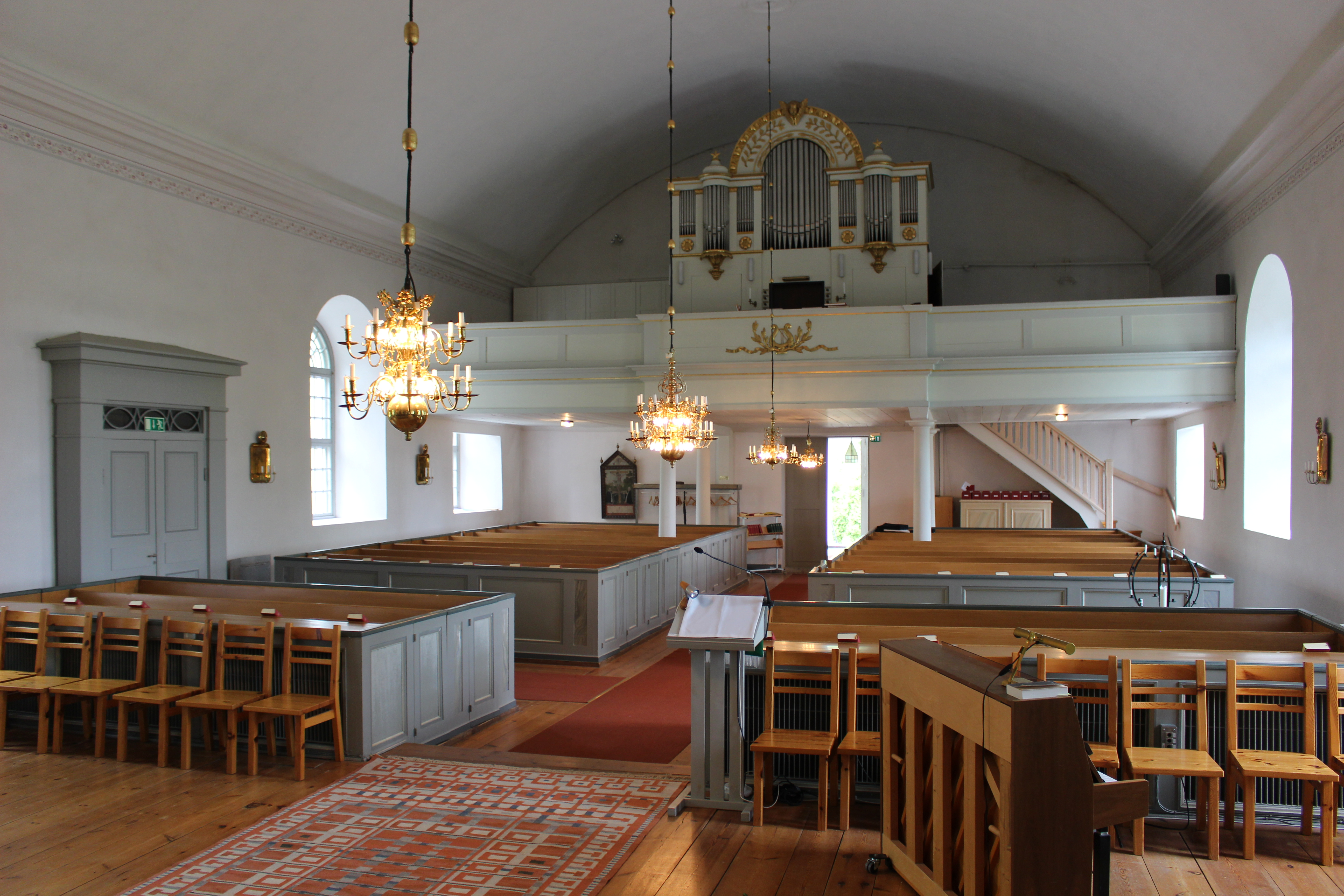
Kyrkorum mot väster
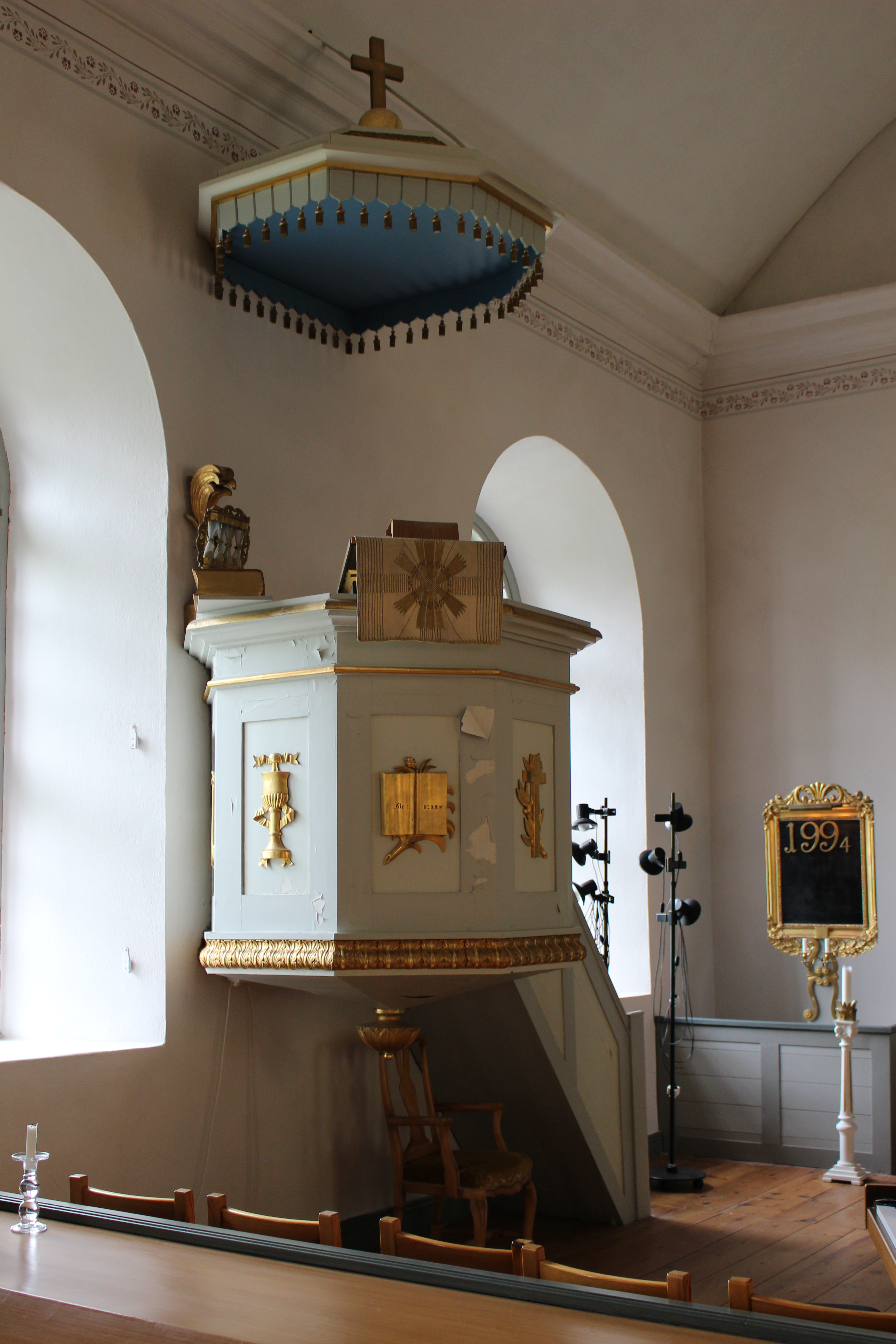
Predikstol
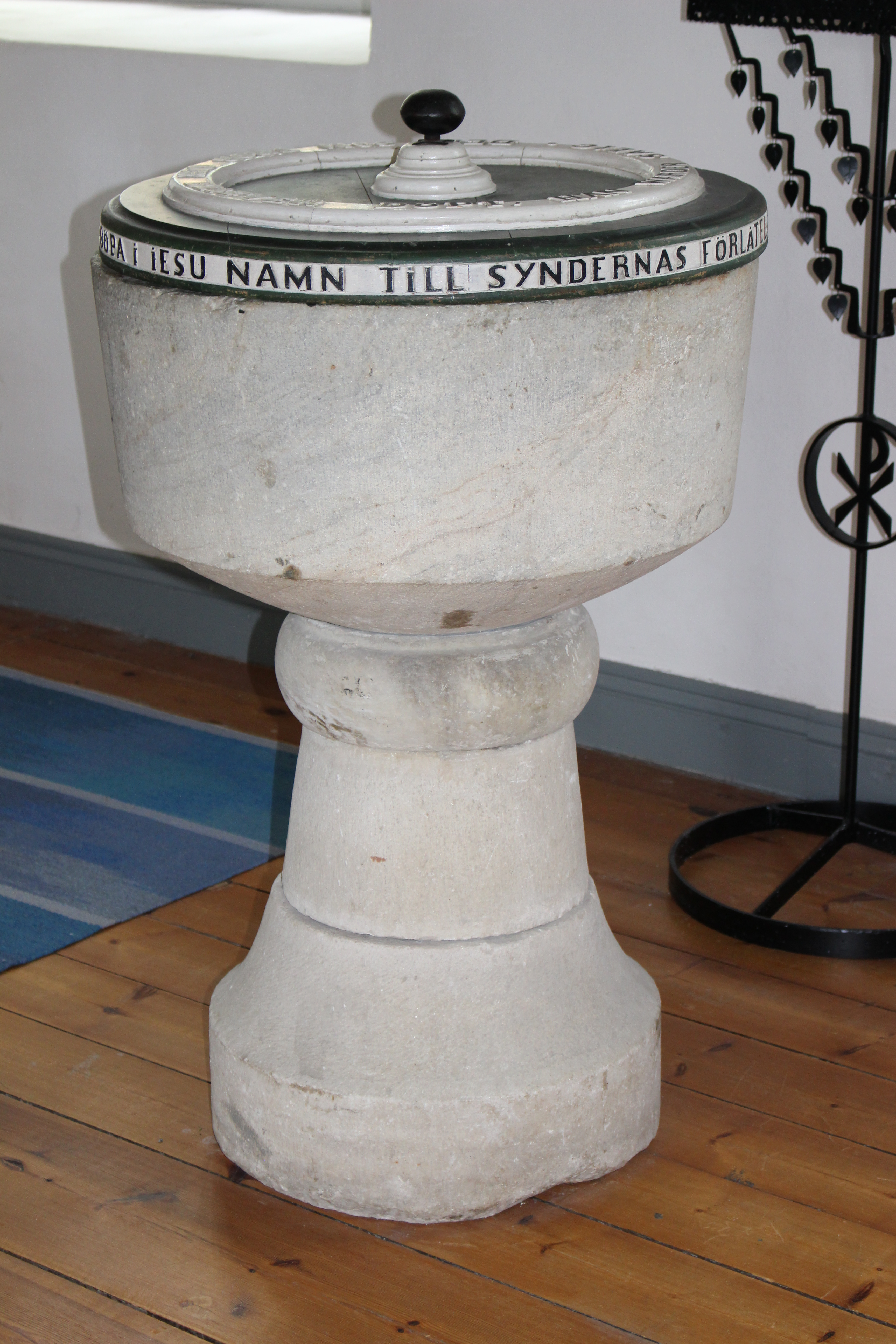
Dopfunt
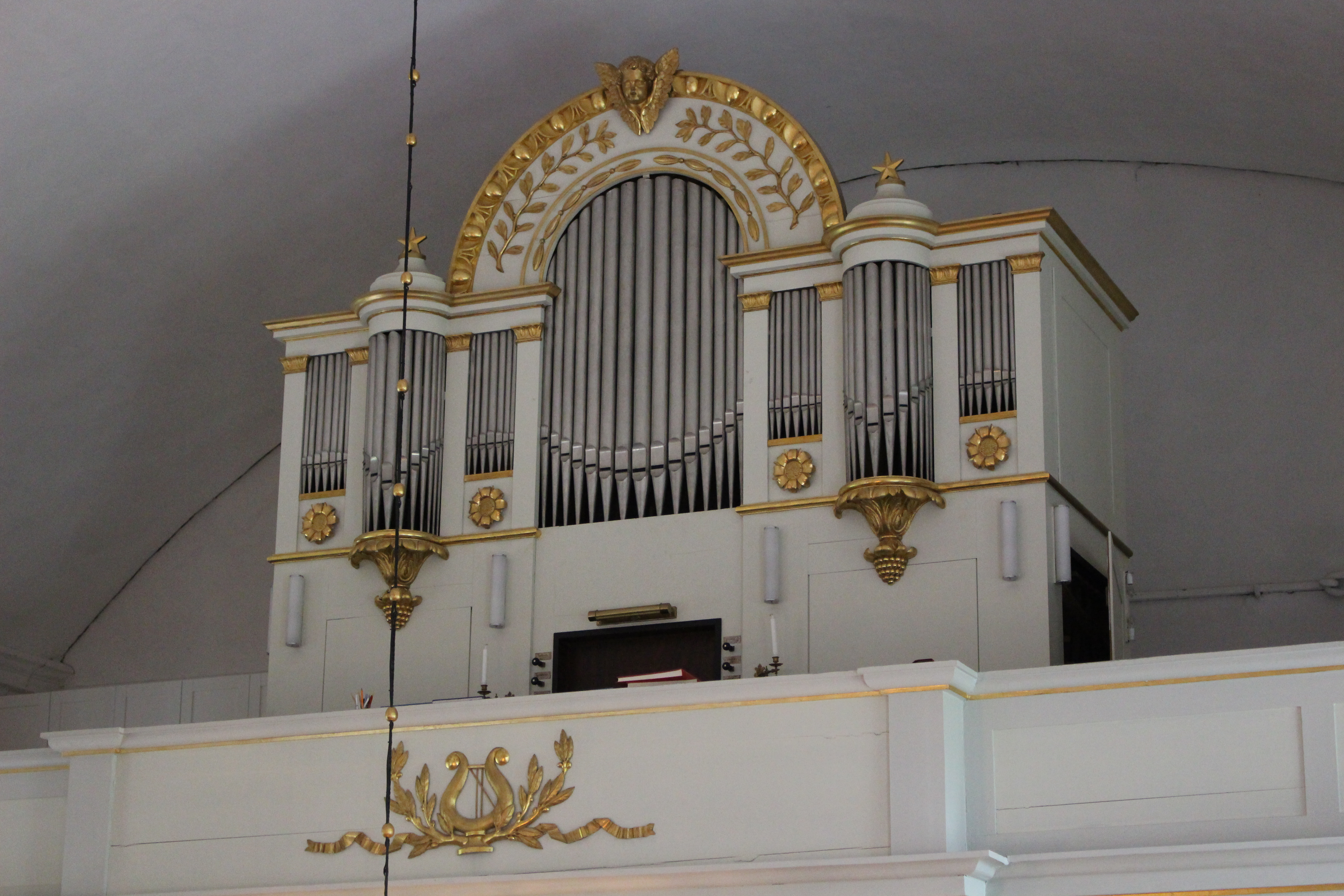
Orgel
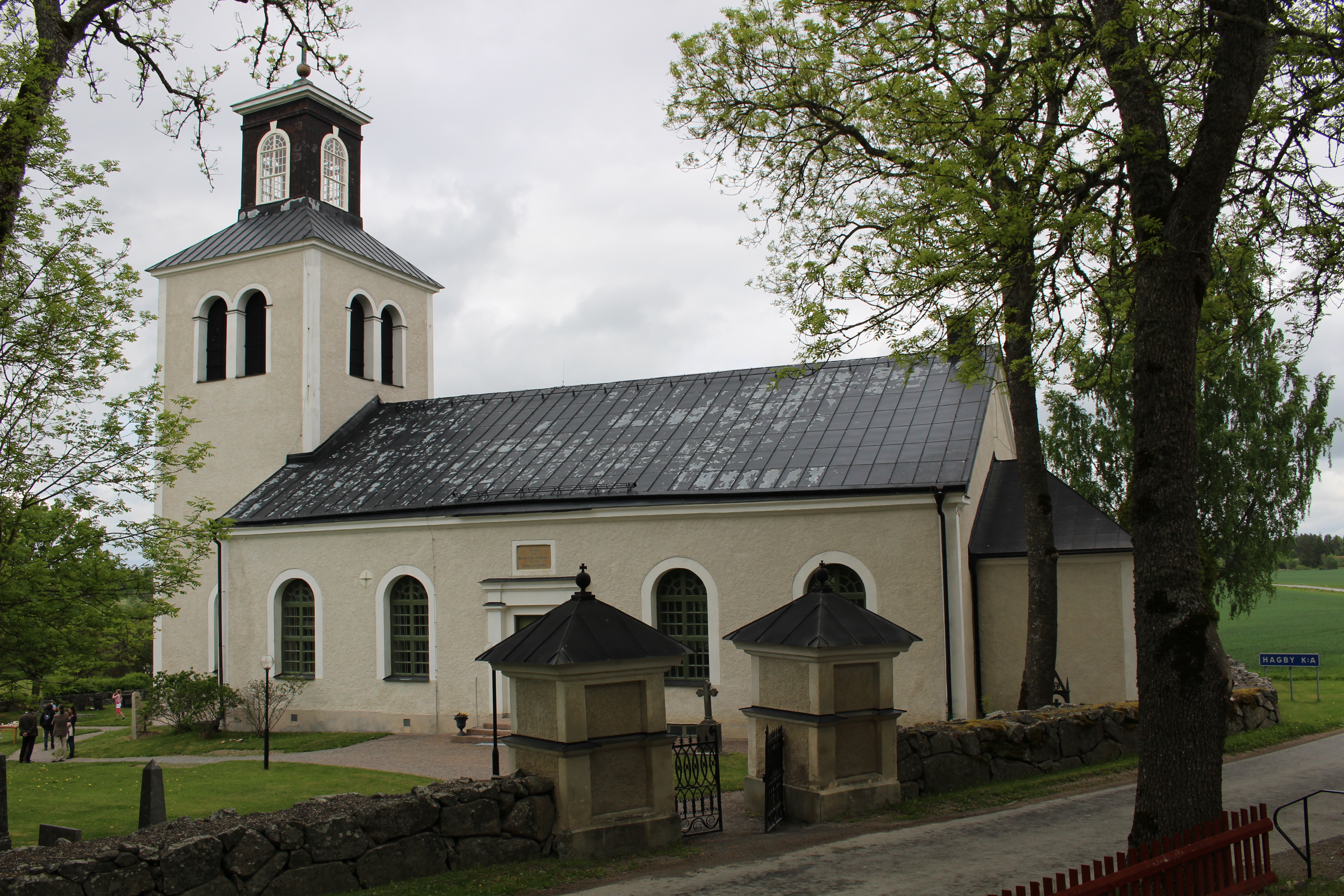
Kyrkan från sydost
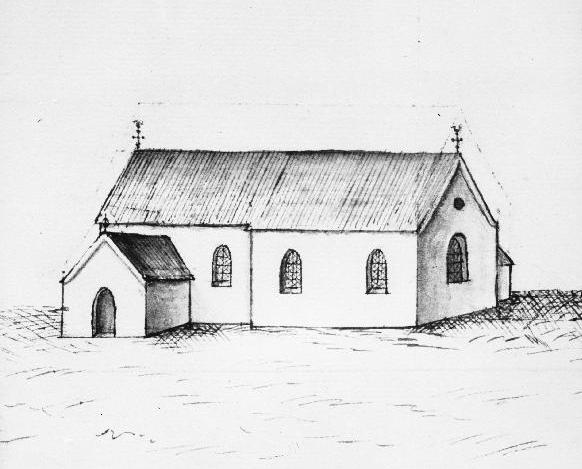
Medeltidskyrkan tecknad av Peringskiöld
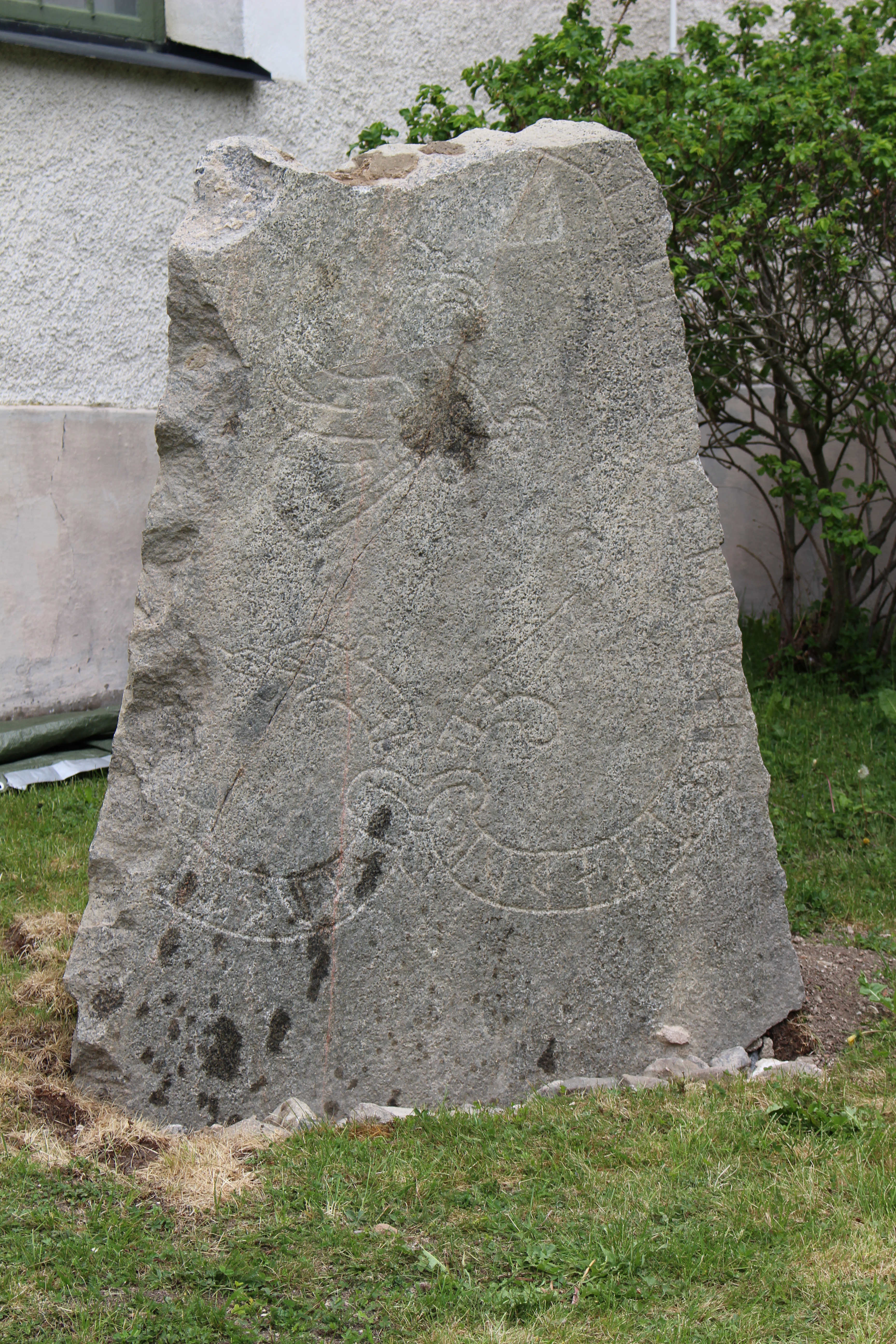
Upplands runinskrifter 874